# Lex Cornelia Baebia de ambitu
Die Lex Cornelia Baebia de ambitu war ein Gesetz aus der Zeit der römischen Republik, das im Jahr 181 v. Chr. von den amtierenden Konsuln Publius Cornelius Cethegus und Marcus Baebius Tamphilus auf den Weg gebracht wurde. Der Inhalt des Gesetzes ist unbekannt, doch soll darin vom straftatbestandlichen Vorwurf der Bestechung zum Zwecke der Amtserschleichung (ambitus) die Rede gewesen sein, was sich aus einem Schriftfragment Catos ergibt.
Den Kauf von Wählerstimmen durch Geschenke sieht Wolfgang Kunkel mit dem Ende des hannibalischen Krieges einsetzen, als Folge der Ansammlung von Macht und Reichtum in den Händen Aufstrebender, die gewählt werden wollten, und andererseits der Entstehung eines urbanen Proletariats, das Bestechungen zugeneigt war. Da Livius die Regelungsmaterie der Wahlbestechungen mit einem weiteren Ambitusgesetz des 2. Jahrhunderts v. Chr. (lex Cornelia Fulvia de ambitu von 159 v. Chr.) überliefert hat, geht er davon aus, dass weitere Strafgesetze noch abgefasst worden ein könnten, insoweit eine Überlieferungslücke besteht.
Eine lex Cornelia [de ambitu] dieses Regelungsinhalts, die in den Scholia Bobiensia zur ciceronischen Rede Pro P. Sulla genannt wird, hält Kunkel hingegen für ein sullanisches Gesetz. Darin soll eine Bestrafung angeordnet gewesen sein, die den Ausschluss einer Ämterbewerbung für die Dauer von zehn Jahren vorsah. Verhandelt wurde – dort unter prätorischem Vorsitz – im Quästionenverfahren wegen Wahlbestechung aber nicht erst seit Sulla, wie der von Plutarch und Valerius Maximus beschriebene Mariusprozess aus dem Jahr 116 v. Chr. zeigt.